# Aile de rollier bleu
Aile de rollier bleu est une aquarelle d'Albrecht Dürer.

## Histoire

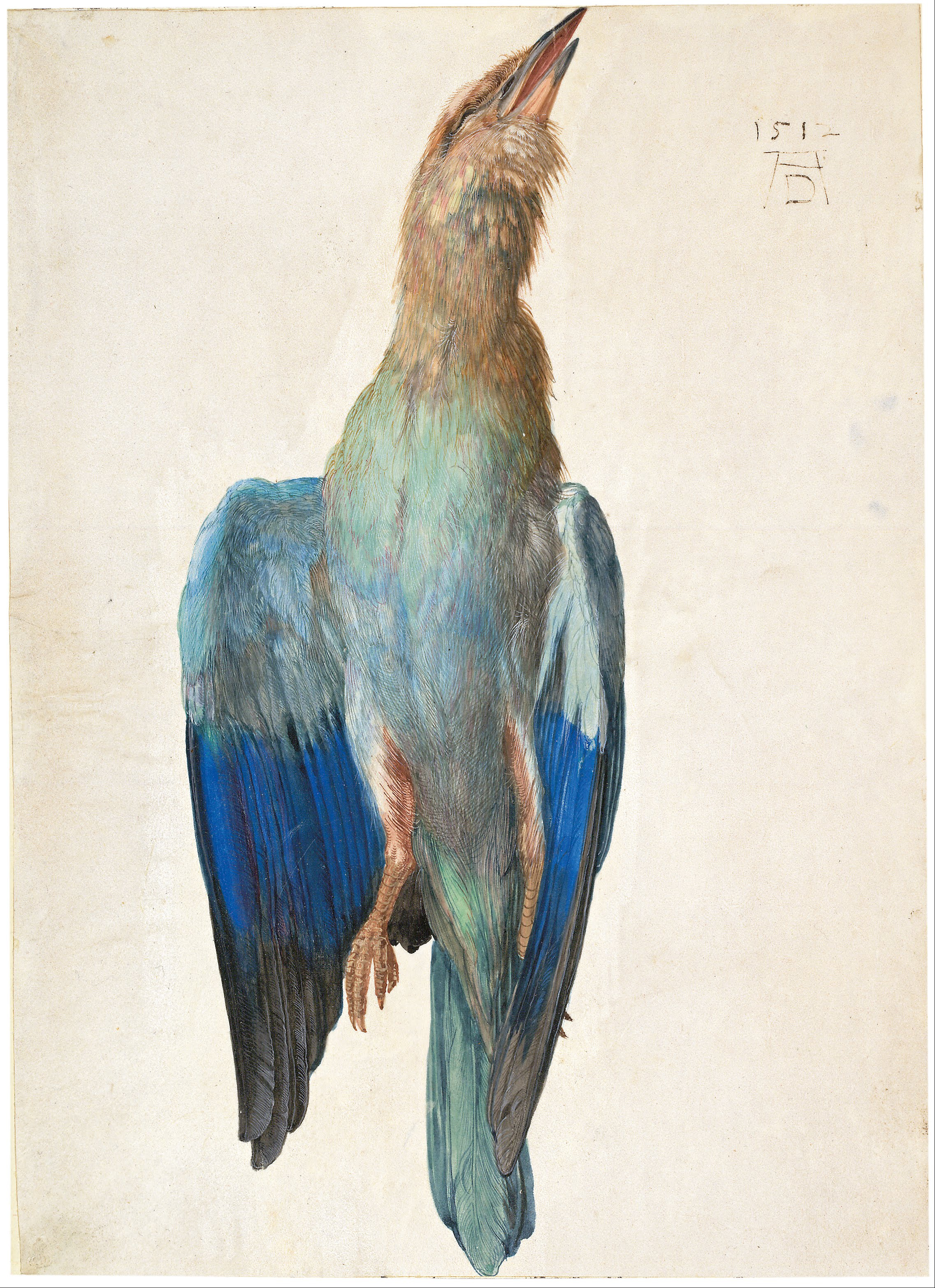
Albrecht Dürer, Rollier bleu mort, v. 1500-1512, Albertina, Vienne

Dürer a également peint un rollier d'Europe mort.